# サントネージュワイン
サントネージュワインは、山梨県山梨市の甲州ワインの製造会社である。
社名・ブランド名である「サントネージュ（sainteneige）」はフランス語の「聖なる雪」を意味し、富士山にも由来している。

## 沿革
- 1942年11月18日 「日本葡萄酒株式会社」創立。
- 1947年 中巨摩郡若草村（のちの若草町→現・南アルプス市）にワイン醸造所を開設し、それを機に「中央発酵化学株式会社」設立。その後1950年「日東工業株式会社」→1951年「太平醸造株式会社」に社名を変更する。
- 1957年 昭和天皇・皇后が行幸啓。ブランド「サントネージュ」制定。
- 1959年 医療用製薬会社・協和発酵工業（現・協和キリン）傘下となる。
- 1972年 社名を現在の「サントネージュワイン株式会社」に変更
- 2002年 協和発酵の酒類事業の譲渡を受け、アサヒビール傘下となり[2]、2011年にアサヒビールの持ち株会社・アサヒグループホールディングスの発足により、ニッカウヰスキー傘下となる。
- 2021年 ニッカウヰスキー保有株を、甲州市の株式会社サン.フーズに譲渡。2021年9月1日付けでサン.フーズ傘下となった（ただし暫定的に、2021年12月31日まで、ニッカウィスキーが販売元となっており、2022年1月1日からサン.フーズが販売元となった）[3]。

## 受賞歴
「良いワインは良いブドウから」をコンセプトとして、1953年に他社に先駆けて、ヨーロッパ品種のブドウの栽培・育成をはじめ、地元・山梨産のほか、山形県上山市産のぶどうを栽培、日本のワイン醸造の基礎を築く大きな役割を果たした当社は、過去に数多くのワイン関連のコンテストなどの受賞歴があり、「ジャパン・ワインチャレンジ」というコンテストにおいては、「かみのやま　中島畑メルロー　2018」（2020年度金賞）、「かみのやま　中島畑メルロー　2019」（2021年度プラチナ賞・ベストジャパニーズワイン受賞）などを誇る。

## ワイナリー
山梨県山梨市上神内川107-1（登記上本店）に所在。工場見学（10名以上の団体・企業・学校の社会見学は要予約）のほか、ワイナリー直送のワインを試飲できる売店もある。

## その他
いづれも、協和発酵グループ時代であるが、かつての後楽園球場、横浜スタジアム（ライト側のビル）など日本プロ野球公式戦開催会場の一部に、広告看板を掲げていた。また、坂本龍一、森尾由美らを起用したテレビCMが放送されたことがある。